# Las Peñas, Tamazulápam del Espíritu Santo
Las Peñas är en ort i Mexiko.   Den ligger i kommunen Tamazulápam del Espíritu Santo och delstaten Oaxaca, i den sydöstra delen av landet, 400 km sydost om huvudstaden Mexico City. Las Peñas ligger 2 191 meter över havet och antalet invånare är 531.
Terrängen runt Las Peñas är kuperad söderut, men norrut är den bergig. Runt Las Peñas är det glesbefolkat, med 10 invånare per kvadratkilometer. Närmaste större samhälle är Santo Domingo Tepuxtepec, 5,5 km sydväst om Las Peñas. I omgivningarna runt Las Peñas växer i huvudsak städsegrön lövskog.